# Cancioneiro de Uppsala

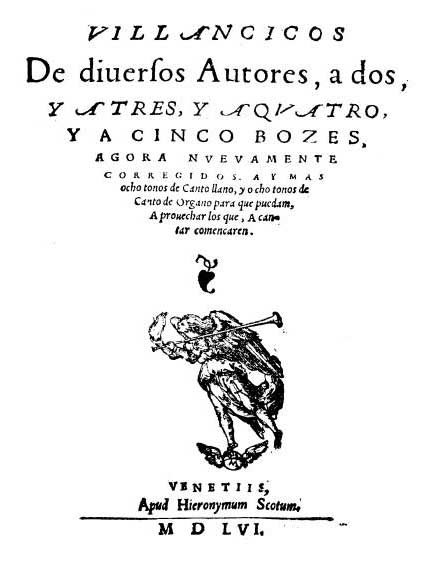
Capa do Cancioneiro de Uppsala

Cancineiro de Uppsala é o único exemplar remanescente da compilação de canções espanholas renascentistas intitulada Villancicos de diversos autores, a dos, y a tres, y a quatro, y a cinco bozes, agora nuevamente corregidos. Ay mas ocho tonos de Canto llano, y ocho tonos de Canto de Organo para que puedam aprovechar los que a cantar començaren, editada em Veneza, em 1556, por Jerônimo Scotto.
A compilação foi realizada em Valência para Ferdinando de Aragão, Duque da Calábria. Recebeu seu nome atual por se encontrar depositada na Biblioteca da Universidade de Uppsala, na Suécia, onde foi redescoberta por Rafael Mitjana, em 1907.
O livro contém 70 peças musicais, todas anônimas, salvo uma, que traz a autoria explícita de Nicolas Gombert. Porém pesquisas posteriores e comparações com fontes alternativas atribuíram algumas obras a compositores conhecidos, como Juan Vázquez, Juan del Encina, Bartomeu Cárceres, Mateo Flecha, Cristóbal de Morales e Juan Aldomar.